# Халютин, Дмитрий Иванович
Дмитрий Иванович Халютин (1796—1862) — русский военнослужащий, генерал-майор, участник Отечественной войны 1812 года и подавления польского восстания 1830 года, автор воспоминаний, опубликованных в журнале Современник.

## Биография
Происходил из дворянской семьи.
Начал службу в 1812 году в артиллерийской бригаде. Принимал участие в Отечественной войне 1812 года и заграничных походах 1813—1814.
В 1816 году уволен со службы по болезни, а в 1818 году принят вновь в Переяславский конно-егерский полк.
В 1830 году принимал участие в подавлении польского восстания.
В 1832 году переведён в Арзамасский конно-егерский полк.
В 1833 году приехал в Воронеж, получив назначение на службу в местное Комиссариатское депо, которым с начала 1850-х гг. и управлял.
29 марта 1836 произведён в полковники.
В Воронеже Халютин приобрёл две тысяч десятин земли западнее нынешнего райцентра и почти до Малой Приваловки.
Умер генерал-майор Халютин 13 сентября 1862 года и был погребён на Терновом кладбище.
После его смерти поля перешли к его сыну Василию Дмитриевичу, который был мировым судьей 1-го участка города Воронежа. А после его смерти в 1872 году хозяином поместья стал сын Владимир Васильевич Халютин, который был повенчан с княгиней Татьяной Волконской. В 1894 году Владимир продал имение Соколовым и семьёй проживал в Воронеже.

## Память
- По его фамилии современная улица Батуринская в Воронеже до 1928 г. называлась Халютинской.

- В 2012 году в Воронеже на ул. Сакко и Ванцетти, 80 была установлена мемориальная доска в честь Д. И. Халютина[2].

- В 2011 году в микрорайоне Шилово в Воронеже одна из улиц была названа в честь генерала Халютина.

## Награды
- Орден Святой Анны 4-й степени (21.02.1814)
- Орден Святого Владимира 4-й степени с бантом (23.01.1831)
- Знак отличия За военное достоинство 3-й степени (1831)
- Пенсия из Инвалидного капитала по 750 р. (1833)
- Прибавление к пенсии 50 р. (1836)
- Орден Святого Георгия 4-й степени за 25 лет выслуги (29.11.1837, № 5553 по списку Григоровича — Степанова)
- орден Святого Станислава 2-й степени (03.04.1838)
- Знак отличия беспорочной службы за XXV лет (22.08.1842)
- Императорская корона к ордену Святого Станислава 2-й степени (26.03.1844)
- Орден Святой Анны 2-й степени (08.04.1851)